# Gohr
Gohr ist ein Stadtteil der Stadt Dormagen im Rhein-Kreis Neuss im Bundesland Nordrhein-Westfalen mit etwa 2199 Einwohnern (Stand: 2021).

## Geografische Lage
Gohr ist ein Straßendorf an der Bundesstraße 477, die von Neuss über Rommerskirchen in die Eifel verläuft. Die Ortschaft grenzt im Norden an den Neusser Stadtteil Rosellerheide, im Osten an Ückerath, im Süden an Broich (beide Stadt Dormagen) und Anstel sowie im Westen an Widdeshoven und Hoeningen (alle Gemeinde Rommerskirchen). Gohr ist der westlichste Stadtteil der Stadt Dormagen und liegt auf einem Ausläufer der Ville an einer Bruchkante zu einem alten Rheinmäander. Es ist der höchstgelegene Stadtteil Dormagens und liegt direkt am Knechtstedener Wald, einem zusammenhängenden Waldgebiet, welches bis auf das Kölner Stadtgebiet reicht. Das Gebiet um die Ortschaften Gohr und Broich ist überwiegend landwirtschaftlich geprägt.

## Geschichte
Funde aus der Mittelsteinzeit, Jungsteinzeit und Bronzezeit lassen nachweislich auf eine frühe Besiedlung schließen. Aus der römischen Zeit konnten mehrere Weihesteine entdeckt werden. Im Mittelalter und in der frühen Neuzeit war Gohr eine Jülicher Enklave im kurkölnischen Gebiet. Der Name Gohr wurde ursprünglich mit einem harten G gesprochen und leitet sich von dem Wort Chor ab, das heute noch in den Bezeichnungen Chorbusch und Chorweiler vorhanden ist und so viel wie Sumpfsiedlung bedeutet. 1794 besetzten französische Revolutionstruppen den Ort. Es entstand die commune Gohr, die zur Mairie Nettesheim im Kanton Dormagen im Arrondissement Cologne gehörte.
In der preußischen Zeit gehörte Gohr bis 1870 als selbstständige Gemeinde zur Bürgermeisterei Nettesheim. 1870 wechselte die Gemeinde zur Bürgermeisterei Nievenheim. Am 1. Januar 1975 wurde sie in die Stadt Dormagen eingemeindet.

### Einwohnerentwicklung
- 1933: 0862[3]
- 1961: 1258[2]
- 1964: 1341
- 1970: 1508[2]
- 1974: 1632
- 1980: 2072
- 1983: 2171
- 1993: 2302
- 1998: 2270
- 2000: 2321
- 2004: 2247
- 2005: 2217
- 2007: 2198
- 2008: 2199
- 2009: 2204
- 2015: 2187[4]
- 2017: 2189[1]

## Politik
Bei der letzten Kommunalwahl im Jahre 2014 gewann Peter-Josef Braun (CDU) das Direktmandat für den Wahlbezirk Gohr und vertritt den Ort im Dormagener Stadtrat.

## Kultur und Freizeit

### Vereine
- Heimat – und Geschichtsverein Gohr und Broich
- Freiwillige Feuerwehr Dormagen, Löschzug Gohr
- Karnevalsgesellschaft Gohrer und Broicher Turfgrafen von 1951
- SuS DJK Gohr 1930 e. V.
- Arche Gohr, Interessengemeinschaft Grundwasser Gohr (seit 2001)
- Musikverein Gohr
- St. Sebastianus Schützenbruderschaft

### Feste und Brauchtumspflege
- Die Karnevalsgesellschaft veranstaltet jährlich im Januar zwei Karnevalssitzungen sowie zwei Kindersitzungen, welche allein von Kindern aus Gohr und Broich gestaltet werden.
- Am Rosenmontag findet ein weit über den Ort hinaus beachteter Rosenmontagszug in Zusammenarbeit mit dem Kamellezoch Broich statt.
- Die Schützenbruderschaft richtet im September das viertägige Schützenfest aus.

### Bauten
Die katholische Wallfahrtskirche St. Odilia wurde bereits im 11./12. Jahrhundert errichtet und ist somit eine der ältesten Kirchen im Rhein-Kreis Neuss. In den 1950er Jahren wurde die Kirche umfassend restauriert. 1998/1999 wurde das Gebäude abermals restauriert und in den authentischen Zustand wiederhergestellt. Im Jahre 1846 erhielt die Kirche eine Reliquie der heiligen Odilia auf Vermittlung des katholischen Bischofs von Straßburg.

## Wirtschaft und Infrastruktur

### Hauptwirtschaftszweige
Hauptwirtschaftszweig in Gohr ist die Landwirtschaft, insbesondere der Spargel-, Erdbeer- und Zuckerrübenanbau sowie Gärtnereien. Zudem gibt es einige lokale Handwerksbetriebe.
Darüber hinaus gibt es in Gohr, eine Bäckerei, eine Kaffeerösterei, einen Getränkehandel, sowie einen Allgemeinarzt.

### Verkehr
Durch die Ortschaft Gohr verläuft die Bundesstraße 477, diese bindet den Ort an die Autobahn A 57 an. Gohr wird sowohl vom StadtBus Dormagen, als auch vom BVR angefahren.

### Bildung
- Katholischer Kindergarten St. Odilia
- Grundschule: Friedensschule Dormagen, Astrid-Lindgren-Haus
- offene Ganztagsschule (OGS) „Villa Kunterbunt“ am Astrid-Lindgren-Haus

### Medien
- Westdeutsche Zeitung Düsseldorf, Lokalredaktion Kreis Neuss – regionale Tageszeitung, Verlag W. Girardet KG
- Neuss-Grevenbroicher Zeitung – regionale Tageszeitung, Neusser Zeitungsverlag GmbH, zur Rheinischen Post gehörig
- Schaufenster – lokales Anzeigenblatt (Dienstag & Samstag), Neusser Druckerei und Verlag GmbH
- Rheinischer Anzeiger – lokales Anzeigenblatt (Mittwoch), Neusser Druckerei und Verlag GmbH
- NEWS89.4 – lokaler Radiosender, zur Neusser Druckerei und Verlag GmbH gehörig